# プレセック
プレセック (Presseck) は、バイエルン州クルムバッハ郡（オーバーフランケン行政管区）の市場町である。

## 地理

### 自治体の構成
この町は、公式には46の地区 (Ort) からなる。このうち小集落や孤立農場などを除く集落を以下に列記する。
| - アルテンロイト - ブラウナースロイト - エルバースロイト - ハイナースロイト - ケステンベルク - クンロイト - オーバーエーエスベルク - プレモイゼル - プレセック | - ライヒェンバッハ - リュッツェンロイト - シュラッケンロイト - シュロップ - シュネーベス - ゾイベーテンロイト - トロッテンロイト - ヴァルテンフェルス - ヴィルデンシュタイン |

### 位置
プレセックは、シュタイナハ川とヴィルデン・ローダッハ川の間の高原、フランケンヴァルト自然公園にそびえる標高690mのプレセッカー・ノックスの麓に位置する。

## 歴史
プレセックのSchlopp（シュロップ）という地区は1024年に初めて記録されている。プレセック自身は1362年にバンベルクの君主司教ルポルトと騎士のハンス・フォン・ヴァルデンフェルスとの間で通行権の協定を結んだ記録に登場する。プレセックの市場はリーネック伯フォイトの所有で、ヴィルデンシュタインの領主の裁判所が置かれていた。1806年のライン同盟でこの町はバイエルン王国の所有となった。バイエルン王国の行政改革に伴う自治体令で1818年に現在の町域が確定した。

## 引用
1. ↑  https://www.statistikdaten.bayern.de/genesis/online?operation=result&code=12411-003r&leerzeilen=false&language=de Genesis-Online-Datenbank des Bayerischen Landesamtes für Statistik Tabelle 12411-003r Fortschreibung des Bevölkerungsstandes: Gemeinden, Stichtag (Einwohnerzahlen auf Grundlage des Zensus 2011)
2. ↑  Bayerische Landesbibliothek Online